# George Coleman
George Coleman (* jako George Edward Coleman; 8. března 1935 Memphis, Tennessee, USA) je americký jazzový saxofonista a hudební skladatel.
Spolupracoval s Milesem Davisem (Seven Steps to Heaven), Herbie Hancockem (Maiden Voyage), B. B. Kingem, Lionelem Hamptonem, Chet Bakerem, Elvinem Jonesem (Poly-Currents, Coalition, Time Capsule), Lee Morganem (City Lights) a mnoha dalšími. Rovněž vydal několik alb pod svým jménem.